# هوش میکروبی
هوش میکروبی (معروف به هوش باکتریایی) هوشی است که میکروارگانیسم‌ها نشان می‌دهند. این شامل رفتار انطباقی پیچیده‌ای است که توسط سلول‌های منفرد نشان داده می‌شود و رفتار نوع‌دوستانه یا مشارکتی در جمعیت‌هایی از سلول‌های مشابه یا غیرمشابه. اغلب با سیگنال‌های شیمیایی که تغییرهای فیزیولوژیک یا رفتاری را در سلول‌ها ایجاد می‌کند و بر ساختار کلنی‌ها تأثیر می‌گذارد، واسطه می‌شود.
سلول‌های پیچیده، مانند پروتوزوآ یا جلبک‌ها، توانایی‌های چشمگیری برای سازماندهی خود در شرایط متغیر از خود نشان می‌دهند. ساختن پوسته توسط آمیب‌ها مهارت‌های پیچیده‌ای را نشان می‌دهد که معمولاً تصور می‌شود فقط در موجودات چندسلولی رخ می‌دهد.
حتی باکتری‌ها می‌توانند رفتار بیشتری را به عنوان جمعیت نشان دهند. این رفتارها در جمعیت‌های تک‌گونه یا جمعیت گونه‌های آمیخته رخ می‌دهد. به عنوان مثال می‌توان به کلنی‌ها یا دسته‌های میکسوباکتری‌ها، سنجش حد نصاب و زیست‌لایه‌ها اشاره کرد.